# 글렌 파월
글렌 파월(Glen Powell, 1988년 10월 21일 ~ )은 미국의 배우이다.

## 출연 작품

### 영화
- 스파이 키드 3D: 게임 오버 (2003)
- 패스트푸드 네이션 (2006)
- 그레이트 디베이터스 (2007)
- 이토록 뜨거운 순간 (2009)
- 다크 나이트 라이즈 (2012) - 트레이더 1 역
- 스턱 인 러브 (2012)
- 익스펜더블 3 (2014) - 쏜 / 와이파이 역
- 미스컨덕트 (2016)
- 라이드 어롱 2 (2016)
- 에브리바디 원츠 썸!! (2016) - 피니건 역
- 히든 피겨스 (2016) - 존 글렌 역
- 샌드 캐슬 (2017)
- 건지 감자껍질파이 북클럽 (2018) - 마크 레이널즈 역
- 상사에 대처하는 로맨틱한 자세 (2018) - 찰리 영 역
- 아폴로 10 1/2: 스페이스 에이지 어드벤처 (2022) - 보스틱 역
- 탑건: 매버릭 (2022) - 제이크 "행맨" 세러신 대위 역
- 디보션 (2022) - 톰 허드너 역
- 히트맨 (2023) - 게리 존슨 역
- 페이크 러브 (2023) - 벤 역
- 트위스터스 (2024) - 타일러 역
- 더 러닝 맨 (2025) - 벤 리처즈 역

### 텔레비전
- 스크림 퀸스 (2015-16) - 채드 레드웰 역